# Cerco de Santarém (1184)
O Cerco de Santarém foi uma dos episódios da reconquista, durando de Junho a Julho de 1184. Na primavera de 1184, Abu Iacube Iúçufe I reuniu um exército, atravessou o Estreito de Gibraltar e marchou até Sevilha. Daqui seguiu com as suas forças até Badajoz e prosseguiu para ocidente para fazer um cerco a Santarém, defendida por Afonso I de Portugal. Quando se descobriram as intenções dos mouros, Fernando II de Leão marchou para Santarém com o seu exército em auxilio do seu sogro Afonso I.

## Morte de Iúçufe
Abu Iúçufe, acreditando ter tropas suficientes para realizar e suportar o cerco, deu ordens para que parte das suas forças marchassem até Lisboa e fizessem um cerco semelhante à cidade. As ordens foram mal difundidas pelo seu exército, fazendo com que os homens abandonassem o seu posto quando viram muitos dos seus camaradas a "retirarem" para Lisboa. Abu Iúçufe tentando evitar a desordem e o fim do cerco, numa tentativa que reunir as suas tropas, foi ferido com uma seta de besta e morreu a 29 de Julho de 1184.

## A vitória
A vitória em Santarém foi uma grande conquista para Afonso I, que havia sido reconhecido formalmente como rex Portugalensium em 1179 pelo Papa Alexandre III, e mesmo ainda com 75 anos, uma idade muito avançada para a época, foi capaz de se sagrar vencedor do cerco de Santarém em 1184 e solidificar a identidade do Reino de Portugal.